# Alican Karadağ
Alican Karadağ (* 8. Januar 1990 in Altındağ) ist ein türkischer Fußballspieler.

## Karriere
Karadağ begann mit dem Vereinsfußball in der Jugend von Gençlerbirliği Ankara. Bis Januar 2009 spielte er mehrmals abwechselt hier und in der Jugend von Gençlerbirliği ASAŞ. Dann erhielt er bei Gençlerbirliği Ankara einen Profivertrag, kam aber nicht zum Einsatz. Im Sommer 2009 wechselte er zum damaligen Erstligisten Ankaraspor. Hier wurde er vom Trainerstab gleich zu Saisonbeginn auf die Liste der Spieler gesetzt die ausgeliehen werden sollten. So verbrachte Karadağ eine Spielzeit als Leihgabe bei Bugsaş Spor und spielte hier durchgängig. Im Sommer 2010 wechselte er samt Ablöse zum Drittligisten 1461 Trabzon. Hier spielte er lediglich eine halbe Spielzeit und wechselte dann zu Kızılcahamamspor. Auch bei diesem Verein blieb er nur eine halbe Spielzeit und verließ den Verein im Sommer 2011 Richtung Keçiörengücü. Bei diesem Verein etablierte er sich auf Anhieb als Stammspieler und zählte zu den Shootingstars der TFF 2. Lig.
Im Sommer 2012 wurde sein Wechsel zum Erstligisten Sivasspor bekanntgegeben. Zur Rückrunde der Spielzeit 2012/13 wurde er bis zum Saisonende an den Drittligisten Fethiyespor ausgeliehen. Mit diesem Verein wurde er zum Saisonende Playoffsieger der TFF 2. Lig. Anschließend kehrte er zu Sivasspor zurück und wurde für die kommende Spielzeit an den Zweitligisten Boluspor ausgeliehen.
Zur Saison 2014/15 wechselte er zum Zweitligisten Giresunspor. Nach einer Saison zog er zum Ligarivalen Boluspor und eine weitere Saison zu Şanlıurfaspor weiter. Auch diesen Verein verließ er nach einer halben Saison und wechselte innerhalb der TFF 1. Lig zu Adana Demirspor.

## Erfolge
Mit Fethiyespor
- Playoffsieger der TFF 2. Lig und Aufstieg in die TFF 1. Lig: 2012/13